# Gare de Chantenay
Gare de Chantenay – stacja kolejowa w Nantes, w dzielnicy Bellevue - Chantenay, w departamencie Loara Atlantycka, w regionie Kraj Loary, we Francji.
Została otwarta 1857 przez Compagnie du chemin de fer de Paris à Orléans (PO). Dziś jest stacją Société nationale des chemins de fer français (SNCF), obsługiwaną przez pociągi TER Pays de la Loire między Le Croisic, Saint-Nazaire, Nantes i Redon.